# Beneath the Remains
Beneath the Remains – trzeci album grupy Sepultura wydany 7 kwietnia 1989 przez Roadracer Records.

## Lista utworów
Opracowano na podstawie materiału źródłowego.
| Nr  | Tytuł utworu                      | Długość |
| --- | --------------------------------- | ------- |
| 1.  | „Beneath the Remains”             | 5:11    |
| 2.  | „Inner Self”                      | 5:07    |
| 3.  | „Stronger Than Hate”              | 5:50    |
| 4.  | „Mass Hypnosis”                   | 4:22    |
| 5.  | „Sarcastic Existence”             | 4:43    |
| 6.  | „Slaves of Pain”                  | 4:00    |
| 7.  | „Lobotomy”                        | 4:55    |
| 8.  | „Hungry”                          | 4:28    |
| 9.  | „Primitive Future”                | 3:08    |
| 10. | „A Hora e a Vez do Cabelo Nascer” | 2:23    |
| 11. | „Inner Self” (Drum tracks)        | 5:11    |
| 12. | „Mass Hypnosis” (Drum tracks)     | 4:22    |
|     |                                   | 53:40   |

## Twórcy
Opracowano na podstawie materiału źródłowego.
| Skład zespołu - Max Cavalera – śpiew, gitara rytmiczna - Andreas Kisser – gitara prowadząca, gitara basowa - Paulo Jr. – gitara basowa - Igor Cavalera – perkusja | Inni muzycy - Henrique - instrumenty klawiszowe - Kelly Shaefer – wokal wspierający (3) - John Tardy – wokal wspierający (3) - Scott Latour – wokal wspierający (3) - Francis Howard – wokal wspierający (3) | Inne osoby - Mark Weiss, Eric de Haas - zdjęcia - Wesley H. Raffan, Deborah Lauren, Michael Whelan - oprawa graficzna - Antoine Midani - inżynieria dźwięku - Scott Burns – produkcja muzyczna, inżynieria dźwięku, miksowanie - Monte Conner - producent wykonawczy - Tom Morris, Max Cavalera - miksowanie - Mike Fuller - mastering |

## Opis

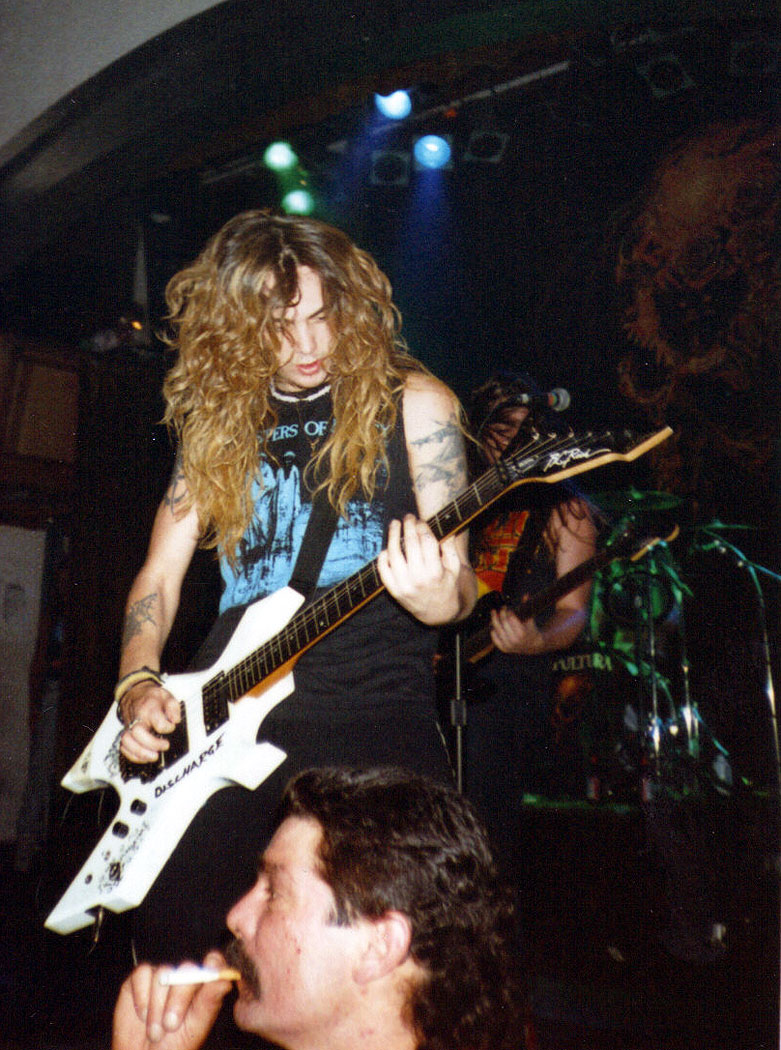
Max Cavalera podczas koncertu Sepultury promującego Beneath the Remains. Po prawej w tle obraz z okładki albumu

Komponowanie piosenek na pierwszą płytę dla amerykańskiej wytwórni Roadracer Records zajęło grupie osiem miesięcy. Pierwotnie producentem albumu miał być Jeff Waters z Annihilator, lecz ostatecznie został nim Scott Burns, który w tym celu przybył ze Stanów Zjednoczonych do Brazylii. Piosenki były nagrywane w studio Nas Nuvens w Rio de Janeiro od 15 grudnia 1988 i wyłącznie w porze nocnej, jakże wtedy stawki za wynajem sali były tańsze. Jako że muzycy nie ukończyli nagrywania w zaplanowanym terminie dwóch tygodni, w późniejszym czasie Max Cavalera wyjechał do Stanów Zjednoczonych, gdzie rejestrował linie wokalne w studio Morrisound w Tampie na Florydzie. Tam swoich wokali w piosence „Stronger Than Hate” użyczyli John Tardy z Obituary oraz Kelly Shaefer z Atheist, zaś drugi z nich był także autorem tytułu piosenki „Inner Self”. Także w tym studio odbyło się miksowanie materiału. 
Piosenka „Slaves of Pain” stanowi pierwotny utwór z repertuaru grupy Pestilence (w którym wcześniej grał Andreas Kisser), aczkolwiek ze zmienionym zakończeniem kompozycji. Słowa utworu „Mass Hypnosis” podejmują temat bezmyślnego naśladownictwa i powiązanej z tym manipulacji ludźmi. Tekst „Hungry” odnosi się do problemu korupcji politycznej w Brazylii. Piosenka „Primitive Future” stanowi odniesienie do filmu pt. Future Primitive z 1985 o deskorolkowcach autorstwa grupy Powell Peralta. Generalnie przesłanie tekstowe na albumie nosi charakter filozoficzny.
Utwór „Inner Self” został wybrany na pierwszy singel z płyty. Do niego został stworzony pierwszy teledysk grupy, sfilmowany częściowo podczas koncertu 22 lipca 1989 i w São Paulo. W jego treści pojawiły się fragmenty koncertów oraz sceny z ulic miasta. 
Na okładce albumu umieszczono obraz pt. Nightmare in Red autorstwa Michaela Whelana. Pierwotnie na okładce miał być wykorzystany inny obraz tego autora, widniejący na okładce zbioru opowiadań H.P. Lovecrafta pt. Bloodcurdling Tales Of Horror And The Macabre, jednakże wykorzystanie tego dzieła oddano grupie Obituary z myślą o jej albumie Cause of Death, wydanym w 1990.
Wydawnictwo Beneath the Remains sprzedało się w liczbie ok. 200 tys. egzemplarzy, zarówno w Ameryce jak i w Europie. Album został zremasterowany przez Roadrunner Records i wydany w 1997. Wydano na nim trzy dodatkowe piosenki: „A Hora e a Vez do Cabelo Nascer”, „Inner Self” (drum tracks), „Mass Hypnosis” (drum tracks). Pierwszy z tych utworów został zarejestrowany w okresie wydania Beneath the Remains i stanowił cover piosenki pt. „A Hora E A Vez Do Cabelo Nascer” grupy Os Mutantes, której liderem był Arnaldo Baptista. Wydawano reedycje płyty, w tym w 2004 w Holandii. W 2007 wznowienie albumu wydał Roadrunner.